# Vladimir Šuklje
Vladimir Šuklje [vládimir šúklje], slovenski odvetnik in politik, * 1. marec 1907, Jelsa, Dalmacija, Avstro-Ogrska, † 2. oktober 1984, Ljubljana, SR Slovenija, SFRJ.
Dr. iur. Vladimir pl. Šuklje je bil odvetnik, predsednik Odvetniške zbornice Slovenije (1960–1963), predsednik Zveze odvetniških zbornic Jugoslavije (1962–1963), član Sveta Mednarodne unije odvetnikov.
Pred 2. sv. vojno je bil tudi politik. Vodil je slovenski del Samostojne demokratske stranke (SDS).

## Življenje in delo
Dr. iur. Vladimir (Franc Ludvik), pl. Šuklje se je rodil leta 1907 v Jelsi na Hvaru očetu dr. ing. Vladimirju ter Giseli (roj. Golia) Šuklje.
Študiral je pravo in filozofijo v Ljubljani ter Pragi. Na Pravni fakulteti v Ljubljani je leta 1931 diplomiral ter leta 1934 doktoriral. Leta 1937 pa je postal samostojni odvetnik v Ljubljani, kjer je tudi živel do smrti leta 1984.

### Delo in strokovno udejstvovanje
V svoji odvetniški karieri je bil zastopnik pri zahtevnih civilnih ter gospodarskih zadevah, ter pogosto zastopal posameznike proti državi.
Poleg advokature je svoje strokovno življenje posvetil skrbi za ohranitev odvetništva kot samostojnega poklica ter neodvisnosti odvetnikov od vsakokratnega političnega režima.
Med njegovimi večjimi dosežki so bili: Kodeks odvetniške poklicne etike (1968, 1985), soavtorstvo jugoslovanskega zakona o odvetništvu (1957) ter njegove novele (1965), in soavtorstvo jugoslovanskega splošnega zakona o odvetništvu in drugi pravni pomoči (1972), s katerim so bile odvetnikom tudi v SFR Jugoslaviji zagotovljene samostojnost, strokovna neodvisnost, imuniteta in zasebna praksa. Ne nazadnje, se je tudi prizadeval, da je leta 1974 bilo odvetništvo priznano kot samostojna družbena služba v zvezni ter republiški ustavi.
Bil je tudi predsednik Odvetniške zbornice Slovenije (1960–1963), predsednik Zveze odvetniških zbornic Jugoslavije (1962–1963), član Sveta Mednarodne unije odvetnikov. 
Upokojitev je zavrnil in delal vse do svoje smrti, leta 1984. 

### Politično udejstvovanje
Pred in med drugo svetovno vojno je bil del vodstva (tudi predsednik) slovenskega dela Samostojne demokratske stranke. Med vojno je bil en izmed organizatorjev Slovenske zaveze ter član organizacije slovenskih liberalcev – Nagodetove delovne skupnosti.
V času okupacije ga je leta 1945 Gestapo aretiral in zaprl.
Bil je tudi aktivni član Ljubljanskega Sokola ter se udeležil vse-Sokolskega zleta leta 1938 na Češkem.